# Palhemiaster
Palhemiaster is een geslacht van uitgestorven zee-egels uit de familie Hemiasteridae.

## Soorten
- Palhemiaster ibericus Jeannet, 1934 †
- Palhemiaster natalyae Jagt, Jagt-Yazykova & Zonova, 2013 †